# Festival international du film Nouveaux Horizons 2021
Le Festival international du film Nouveaux Horizons 2021, 21e édition du festival, se déroule du 12 au 22 août 2021.

## Déroulement et faits marquants
Le 21 août 2021, le palmarès est dévoilé : c'est le film Théo et les Métamorphoses de Damien Odoul qui remporte le Grand Prix. Une mention spéciale est remise à Feathers de Omar El Zohairy et le prix du public est remporté par Death of a Virgin, and the Sin of Not Living de George Peter Barbari.

## Jury
- Olga Tokarczuk, écrivaine
- Catarina Vasconcelos, réalisatrice
- Burhan Qurbani, réalisateur
- Adina Pintilie, réalisatrice
- Jagoda Szelc, réalisatrice

## Sélection

### Sélection officielle - en compétition
- 9 Fugues de Fon Cortizo  Espagne
- Black Medusa de Youssef Chebbi  Tunisie
- Death of a Virgin, and the Sin of Not Living de George Peter Barbari  Liban
- El Planeta de Amalia Ulman  Espagne
- Family Constellations de Robert Cambrinus  Autriche
- Feathers de Omar El Zohairy  Égypte
- John and the Hole de Pascual Sisto  États-Unis
- Moon, 66 Questions de Jacqueline Lentzou  Grèce
- Taste de Lê Bảo  Thaïlande
- The Moths de Piotr Stasik  Pologne
- The Wasteland de Ahmad Bahrami  Iran
- Théo et les Métamorphoses de Damien Odoul  France

## Palmarès
- Grand Prix : Théo et les Métamorphoses de Damien Odoul
- Mention spéciale : Feathers de Omar El Zohairy
- Prix du public : Death of a Virgin, and the Sin of Not Living de George Peter Barbari